# 紅緋
紅緋（べにひ、英: Red scarlet）は、やや黄色がかった赤色のこと。

## 紅緋

### 鉱石
- 津軽綿緋石

### 植物
- イロハモミジ
- 松前紅緋衣
- ボケ

### 動物
- ボタンエビ

### 食物
- かふートマト